# HD 25171 b
HD 25171 b é um planeta extrassolar que orbita em torno da estrela HD 25171, localizada a cerca de 179 anos-luz (55 parsecs) a partir da Terra, na constelação de Reticulum. Ele foi descoberto através do instrumento HARPS, que efetuou medições de variações na velocidade radial da estrela causadas pela influência gravitacional do planeta. Os dados sugerem um período orbital de 1 845 dias e uma massa de no mínimo 95% da massa de Júpiter.